# 최종 당화 산물
최종 당화 산물(最終糖化産物, 영어: advanced glycation end-product, AGE)은 당에 노출된 결과로 당화된 단백질 또는 지질이다. 최종 당화 산물은 당뇨병, 죽상동맥경화증, 만성 신장 질환 및 알츠하이머병과 같은 많은 퇴행성 질환의 발병 또는 악화 그리고 노화와 관련된 바이오마커이다.

## 같이 보기
- 당화 반응
- 당뇨병